# Bordj Emir Abdelkader (distrito)
Bordj Emir Abdelkader é um distrito localizado na província de Tissemsilt, Argélia. Sua capital é a cidade de Bordj El Emir Abdelkader.
A população total do distrito era de 10 993 habitantes, em 1998.[carece de fontes?]

## Comunas
O distrito está dividido em duas comunas:
- Bordj El Emir Abdelkader
- Youssoufia